# Einion ab Owain
Einion ap Owain (mort en 984) fut prince de Deheubarth.

## Règne
Einion est le fils aîné d'Owain ap Hywel et le petit-fils de Hywel Dda. Le Brut y Tywysogion indique qu'en 970 et en 977, il avait ravagé la Péninsule de Gower, territoire qui était peut-être à cette époque contrôlé par son frère Maredudd ab Owain. Avant même la retraite de son père, Einion contrôlait une partie du royaume de Deheubarth. En 983, son domaine est attaqué  par les Saxons d'Aelfhere, ealdorman de Mercie, allié de son cousin Hywel ab Ieuaf, roi de Gwynned. Enfin, en 984, Einion est tué par les « Hommes de Gwent ».

## Postérité
D'une union inconnue, Einion laisse trois fils qui, à la mort sans héritier mâle de leur oncle Maredudd ab Owain, assurent le pouvoir de la descendance d'Hywel Dda sur le Deheubarth :
- Edwin ab Einion co-roi de Deheubarth (1005-1018),
- Tewdr ab Einion mort en 994,
- Cadell ab Einion co-roi de Deheubarth (1005-1018),
- Gwenlian épouse Elystan Glodrudd prince de Meirionydd.

## Sources
- (en) Mike Ashley British Kings & Queens    Robinson (Londres 1998)  (ISBN 1841190969),  table p. 331.
- (en) Peter Bartrum, A Welsh classical dictionary: people in history and legend up to about A.D. 1000, Aberystwyth, National Library of Wales, 1993 (ISBN 9780907158738), p. 262  EINION ab OWAIN ap HYWEL DDA. (d.984).
- (en) Ann Williams, Alfred P. Smyth, D.P Kirby A bibliographical dictionary of Dark Age Britain Seaby (Londres 1991)  (ISBN 1852640472) p. 131 et table XXI p.XLI